# اولد بیلی پلیس (کالیفرنیا)
اولد بیلی پلیس (به انگلیسی: Old Bailey Place) یک منطقهٔ مسکونی در ایالات متحده آمریکا است که در شهرستان مندوسینو، کالیفرنیا واقع شده‌است. اولد بیلی پلیس ۲۸۹ متر بالاتر از سطح دریا واقع شده‌است.